# Řečice (powiat Pelhřimov)
Řečice – gmina w Czechach, w powiecie Pelhřimov, w kraju Wysoczyna. 1 stycznia 2014 liczyła 133 mieszkańców.